# Manuel Lago González
Manuel Lago González (Tui, 25 de outubro de 1865 — Santiago de Compostela, 18 de março de 1925), foi um eclesiástico e poeta galego. Em 1973 foi-lhe dedicado o Dia das Letras Galegas.

## Trajetória eclesiástica
Seguiu a carreira eclesiástica no seminário diocesano da sua terra natal. No próprio seminário exerceu depois o professorado da Sagrada Escritura, de teologia, da língua grega e hebraica. Ganhou por oposição um canonicato na Catedral de Lugo. Posteriormente aderiu à dignidade episcopal, sendo bispo da diocese de Osma, da diocese de Tui e finalmente arcebispo de Santiago de Compostela.
Em 1924 foi eleito membro do Seminário de Estudos Galegos.

## Obra escrita
Publicou uma série de poesias. Uma selecção delas figura na edição de Os estudantes ao arcebispo de Santiago datada em 1924. Dez anos depois, apareceram também as composições da sua autoria nas obras Homenaxe ao arcebispo Lago González, Fror Nova e O neno Xesús, saídos da sua pena. O compositor Torres Creo colocou-as em suas músicas.

## Galeria

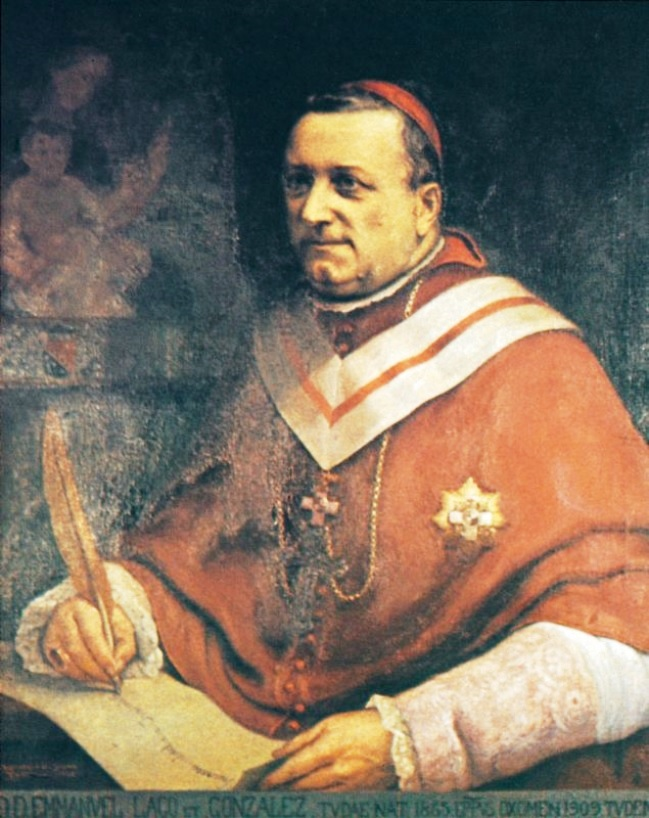
Retrato.
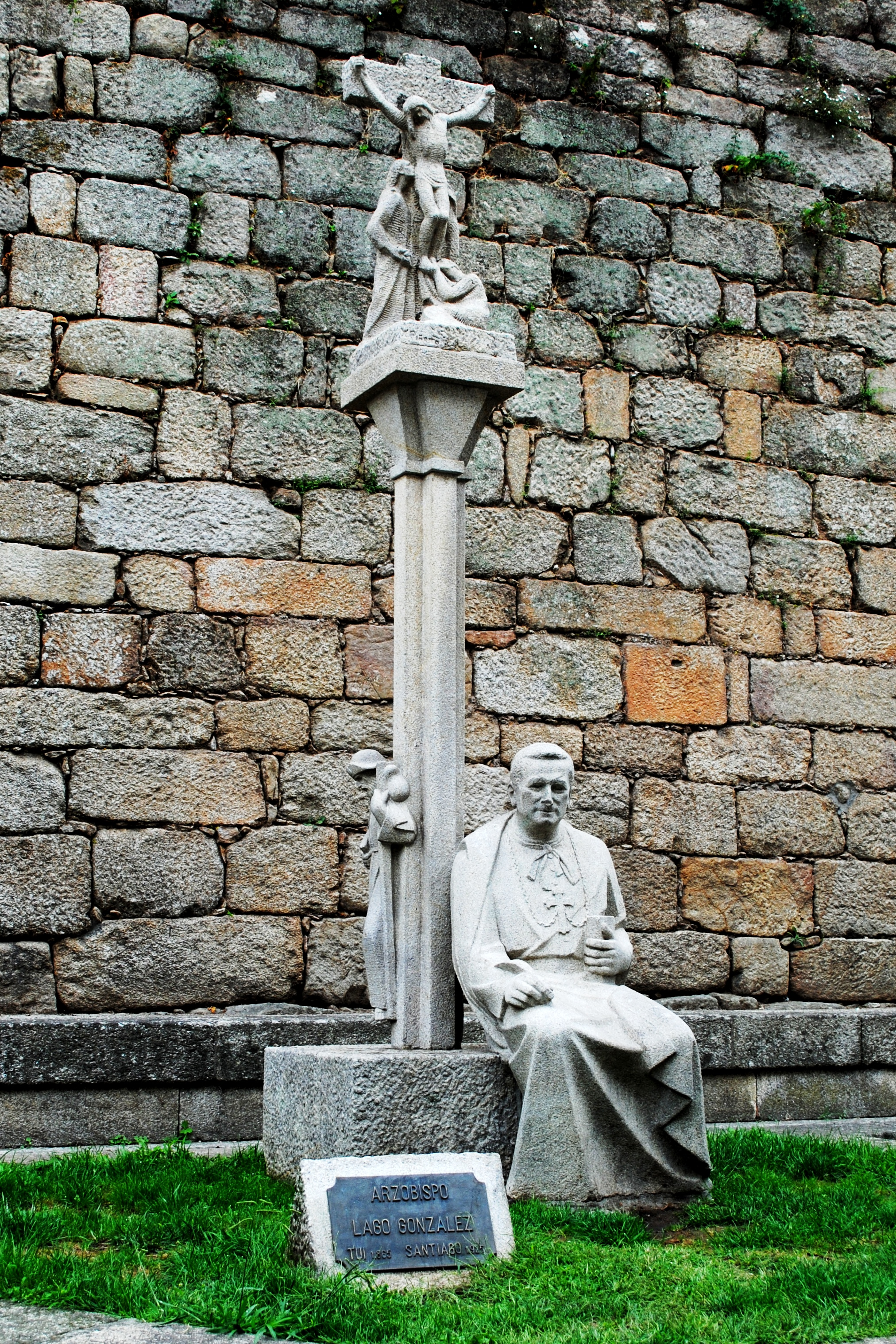
Estátua do arcebispo, em Tui.
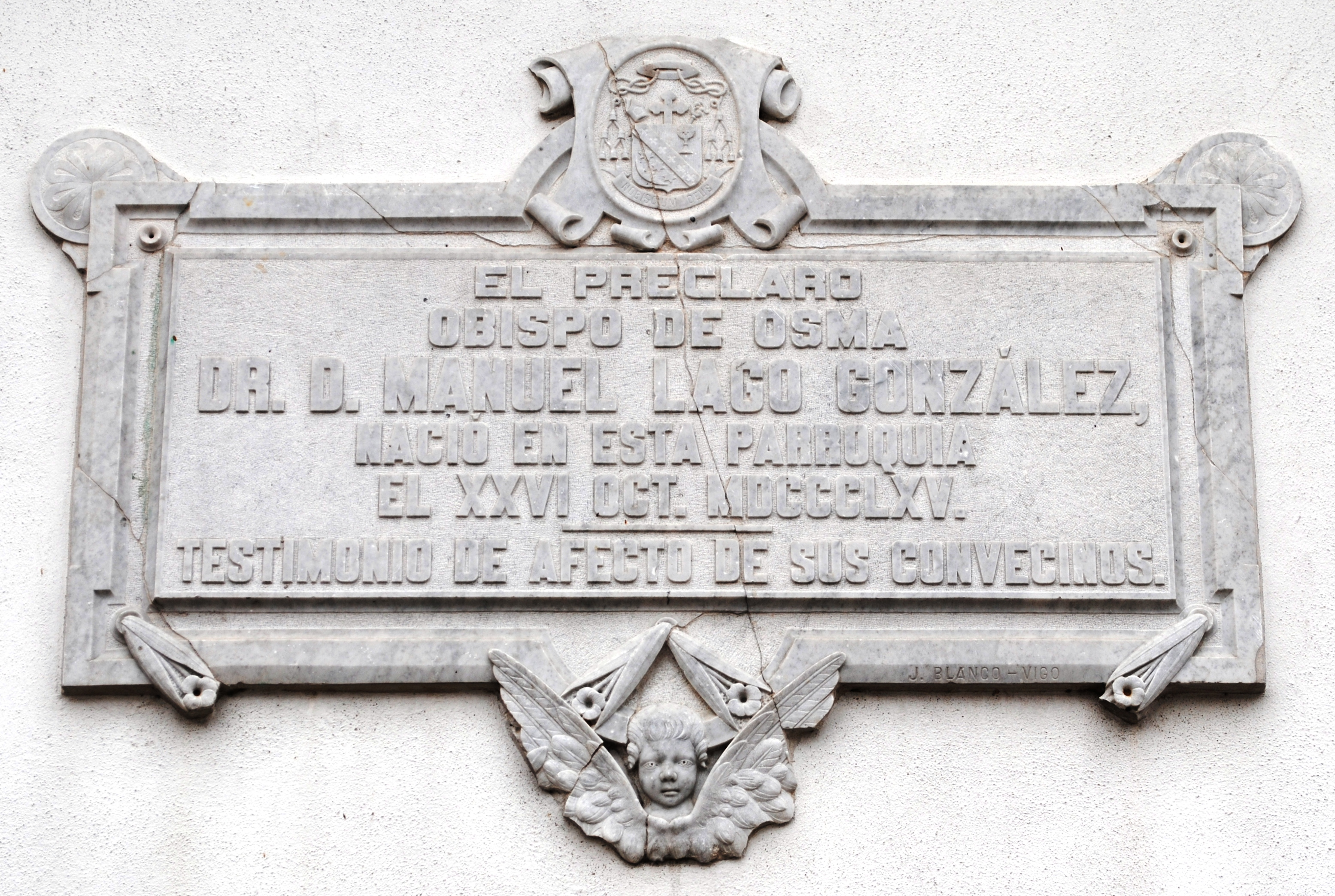
Placa em Randufe, onde nasceu.